# Kalidas
Pour plus de détails, voir Fiche technique et Distribution.
Kalidas (lit. Le serviteur de Kali ;  prononcé [kaːɭid̪aːs]  ) est un film biographique indien de 1931 en langue tamoule, réalisé par HM Reddy et produit par Ardeshir Irani. Il s’agit du premier film sonore en langue tamoule et du premier film sonore tourné dans une langue du sud de l’Inde. Il est basé sur la vie du poète sanscrit Kālidāsa; P. G. Venkatesan y joue le rôle principal et T. P. Rajalakshmi la vedette féminine, avec L. V. Prasad, Thevaram Rajambal, T. Susheela Devi, J. Sushila et M. S. Santhanalakshmi dans les rôles secondaires.